# Paradów
Paradów – wieś w Polsce położona w województwie wielkopolskim, w powiecie gostyńskim, w gminie Pogorzela.
W okresie Wielkiego Księstwa Poznańskiego (1815-1848) miejscowość wzmiankowana jako kolonia Paradów należała do wsi mniejszych w ówczesnym pruskim powiecie Krotoszyn w rejencji poznańskiej. Kolonia Paradów należała do okręgu kobylińskiego tego powiatu i stanowiła część majątku Targoszyce, którego właścicielem była wówczas M. Pulinowa. Według spisu urzędowego z 1837 roku wieś liczyła 68 mieszkańców, którzy zamieszkiwali 6 dymów (domostw).
W latach 1975–1998 miejscowość administracyjnie należała do województwa leszczyńskiego.